# The Visit (ER)
The Visit is de zesde aflevering van het zevende seizoen van de televisieserie ER, die voor het eerst werd uitgezonden op 16 november 2000.

## Verhaal
Lockhart wordt tot haar frustratie emotioneel buitengesloten door dr. Kovac. Tot overmaat van ramp krijgt zij ook onverwachts bezoek van haar moeder Maggie. Maggie heeft een bipolaire stoornis en neemt de laatste tijd haar medicijnen niet meer in, zij zet het hele SEH op stelten. 
Dr. Benton hoort dat zijn neefje Jesse binnen is gebracht met een schotwond, ondanks zijn verwoede poging om hem te redden sterft hij onder zijn handen. Als hij nog niet helemaal bekomen is van de shock hoort hij dr. Malucci een denigrerende opmerking maken over zijn neefje en slaat hem neer. 
Dr. Kovac heeft een zwanger meisje onder behandeling, hij vermoedt dat zij mishandeld wordt door haar vader.
Dr. Corday heeft een romantisch weekend met dr. Greene voor de boeg en zij heeft nog een operatie gepland staan voordat zij weg kan. Door de tijdsdruk haast zij zich door de operatie heen wat later een ernstige complicatie geeft bij de patiënt. 
Dr. Jing-Mei Chen besluit haar baby op te geven voor adoptie, zij moet echter ook toestemming hebben van de vader en zoekt hem op. 

## Rolverdeling

### Hoofdrollen
- Anthony Edwards - Dr. Mark Greene
- Noah Wyle - Dr. John Carter
- Laura Innes - Dr. Kerry Weaver
- Alex Kingston - Dr. Elizabeth Corday
- Paul McCrane - Dr. Robert Romano
- Goran Višnjić - Dr. Luka Kovac
- Michael Michele - Dr. Cleo Finch
- Erik Palladino - Dr. Dave Malucci
- Ming-Na - Dr. Jing-Mei Chen
- Eriq La Salle - Dr. Peter Benton
- David Brisbin - Dr. Alexander Babcock
- Elizabeth Mitchell - Dr. Kim Legaspi
- Maura Tierney - verpleegster Abby Lockhart
- Yvette Freeman - verpleegster Haleh Adams
- Laura Cerón - verpleegster Chuny Marquez
- Deezer D - verpleger Malik McGrath
- Morris Chestnut - verpleger Frank 'Rambo' Bacon
- Dinah Lenney - verpleegster Shirley
- Lucy Rodriguez - verpleegster Bjerke
- Lyn Alicia Henderson - ambulancemedewerker Pamela Olbes
- Troy Evans - Frank Martin
- Khandi Alexander - Jackie Robbins
- Sally Field - Maggie Wyczenski

### Gastrollen (selectie)
- Alan Dale - Al Patterson
- Toy Connor - Kynesha
- Susan Enriquez - Teresa Ruiz
- Timothy Paul Perez - Julio Ruiz
- Deborah Lacey - rechercheur Tincreed
- Catherine Paolone - medewerkster adoptiebureau
- Darris Love - Hudson
- Andrew McFarlane - Jesse Robbins